# Gerhard Burda

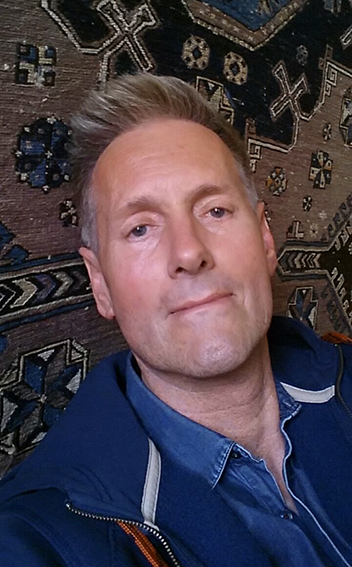
Gerhard Burda (2016)

Gerhard Josef Burda (* 1958 in Wien) ist ein österreichischer Philosoph, Dozent für Psychotherapiewissenschaften und Lehranalytiker.

## Leben und Wirken
Burda studierte Philosophie, Rechts- und Religionswissenschaften sowie Musik. 1995 promovierte er bei Peter Kampits zum Thema „Konstellationen. Versuche über das Andere bei C.G. Jung“ zum Dr. phil. 2011 folgte eine zweite Promotion bei Thomas Stephenson mit der Dissertationsschrift: „Formate der Seele. Erkenntnistheoretische Grundlagen und ethische Implikationen der Allgemeinen Psychotherapiewissenschaft“ zum Dr. scient. pth. 2019 habilitierte er sich bei Kurt Greiner zum Thema „Das Kästchen der Pandora“. Burda ist ausgebildeter Psychoanalytiker und seit 1994 als Psychotherapeut in eigener Praxis in Wien tätig.
Weiters ist er Mitglied der Neuen Wiener Gruppe — Lacan-Schule und Gründungsmitglied des internationalen Netzwerkes für Analytische Psychologie auf Dreiländerebene infap3. Seit 2005 ist er Vorsitzender und Lehranalytiker der Österreichischen Gesellschaft für Analytische Psychologie (ÖGAP).
Burda veröffentlichte zahlreiche Schriften im Schnittraum von Philosophie, Psycho- und Medienanalyse. Er beschäftigt sich mit Grundlagenforschung, Begriffs- und Ideengeschichte, Ethik, Politik sowie mit Medien- und Wissenschaftstheorie.
Neben seiner beruflichen Tätigkeiten ist Burda Komponist und Bassist einer Wiener Jazzband.

## Publikationen (Auswahl)
- Das Selbst der Verantwortung. Ein Beitrag zum ethischen Verständnis bei C.G. Jung. Passagen, Wien 1998, ISBN 978-3-85165-303-8.
- Kronos‘ Welt. Depression und die Versöhnung von Trauer und Melancholie. Peter Lang, Frankfurt am Main 2005, ISBN 9783631540510.
- Ethik. Raum, Gesetz, Begehren. Passagen, Wien 2008, ISBN 978-3-85165-850-7.
- Religion und Differenz. Derrida – Lacan. Sonderzahl, Wien 2008, ISBN 978-3-854492-92-4.
- Seelenpolitik. Über die Seele und andere Selbst-Differenzen. Passagen, Wien 2009 ISBN 978-3-85165-877-4.
- Mediales Denken. Eine Phänomediologie. Passagen, Wien 2010, ISBN 978-3-85165-943-6.
- Passagen ins Sein. Eine Ontomediologie. Passagen, Wien 2011, ISBN 978-3-85165-986-3.
- Formate der Seele. Erkenntnistheoretische Grundlagen und ethische Implikationen der Allgemeinen Psychotherapiewissenschaft. Waxmann, Münster 2012, ISBN 978-3-8309-7646-2.
- Self-Difference (Absolute Fragility). Post-Foundational Perspectives on Ethics in Analytical Psychology. Sigmund-Freud-Universität, Wien 2013, ISBN 978-3-902626-38-7.
- Psychoanalyse der Erlösung. Religion, Ethik, Politik, Film. Waxmann, Münster 2016, ISBN 978-3-8309-3431-8.
- Mediale Identität/en / libri nigri Band 68, Verlag Traugott Bautz, Nordhausen 2018, ISBN 978-3-95948-368-1.
- Pandora und die Metaphysica medialis. Psychotherapie, Wissenschaft, Philosophie. Waxmann, Münster 2019, ISBN 978-3-8309-4040-1.
- Absolut Medial / libri nigri Band 86, Verlag Traugott Bautz, Nordhausen 2021, ISBN 978-3-95948-519-7.
- Mediamorphosen / libri nigri Band 93, Verlag Traugott Bautz, Nordhausen 2022, ISBN 978-3-95948-564-7.
- Architekturen des Heiligen / libri nigri Band 97, Verlag Traugott Bautz, Nordhausen 2023, ISBN 978-3-95948-600-2.
- Apophatische Subjekte / libri nigri Band 102, Verlag Traugott Bautz, Nordhausen 2023, ISBN 978-3-95948-612-5.